# Johann Baptist Cramer
Pour les articles homonymes, voir Cramer.
Johann Baptist Cramer, né à Mannheim le 24 février 1771 et mort à Londres le 16 avril 1858, est un compositeur, pianiste, pédagogue et éditeur de musique britannique d'origine allemande.

## Biographie
Il est le fils du violoniste et chef d'orchestre renommé Wilhelm Cramer, et le frère aîné de Franz Cramer. C'est à Londres, où il est élevé pendant son enfance, que Johann Baptist Cramer entreprend ses études musicales.
De 1782 à 1784, il étudie le piano avec Muzio Clementi, puis s'impose comme l'un des pianistes les plus doués de sa génération lors de sa tournée en Angleterre et sur le continent européen de 1788 à 1791. De retour en Angleterre, il mène une carrière de pianiste, notamment lors des concerts Salomon où sont conviés les plus grands, tels Joseph Haydn.
En voyage en Allemagne et en Autriche entre 1799 et 1800, il rencontre Beethoven qui devient son ami.
En dehors de son activité de pianiste, Johann Baptist Cramer compose principalement pour son instrument de prédilection. Il enseigne à de futurs compositeurs tels que George Onslow. Son activité de professeur de piano donnera lieu à plusieurs cycles d'Études pour le piano qui marqueront notamment Beethoven. En 1824, il fonde la maison d'édition musicale Cramer & Co, comme le fera après lui Ignace Pleyel en France.

## Sélection d'œuvres notables
Les œuvres de Cramer portent des numéros d'opus parfois différents selon les éditeurs. Un catalogue thématique a été publié en 1994 par Thomas Milligan (numéros M donnés après l'opus avec l'année supposée de composition). Cramer ayant laissé une œuvre d'un volume important (plus de 100 sonates pour piano notamment), on n'a retenu ici qu'une partie d'entre elles.
Œuvres pour piano seul
- 2 Sonates pour piano en fa majeur et sol majeur, op. 8 (parfois numérotées op. 47 et 48, M 2.023 et M 2.024, vers 1793)
- Sonate pour piano « Grande Sonate » en ré majeur, op. 20 (M 2.052, 1800)
- 84 Études, op. 30 et op. 40 (parfois numérotées op.50 et nommées Studio, M 3.01 et 3.02, 1804 et 1807)
- Sonate pour piano « La parodie », op. 50 (parfois notée op. 43, M 2.091, vers 1808, Parodie en forme de Sonate d'après Dussek[7])
- Divertimento « Les petits riens » (M 7.12, vers 1809)
- Sonate pour piano « L'Ultima » en la mineur, op. 53 (M 2.108, 1812)
- Notturno en si bémol majeur, op. 54 (M 8.03, 1816)
- Cycle de 3 sonates « Les Suivantes » :
  - Sonate pour piano « Les Suivantes no 1 » en do majeur, op. 57 (M 2.110, 1817)
  - Sonate pour piano « Les Suivantes no 2 » en si bémol mineur, op. 58 (M 2.111, 1817)
  - Sonate pour piano « Les Suivantes no 3 » en mi mineur, op. 59 (M 2.112, 1817)
- Sonate pour piano « Le Retour à Londres » en mi majeur, op. 62 (M 2.113, 1818)
- Sonate pour piano en ré mineur, op. 63 (M 2.116, 1821)
- Sonate pour piano « Il Mezzo » en fa majeur, op. 74 (M 2.117, 1827)
- 36 Préludes mélodiques pour piano, op. 91 (M 10.3, 1839, Londres)
- 24 Préludes pour piano, op. 96 (M 10.4, 1841, Paris)

Musique de chambre
- Notturno en do majeur pour violon, violoncelle et piano, op. 32 (parfois noté op. 37, M 8.01, 1805)
- Quintette pour piano « L'Amicitia », op. 69 (M 4.3, 1823, dédié à Moscheles[8])

9 Concertos pour piano
- Concerto pour piano et orchestre no 1 en mi bémol majeur, op. 10 (M 1.1, 1795)
- Concerto pour piano et orchestre no 2 en ré mineur, op. 16 (M 1.2, vers 1796)
- Concerto pour piano et orchestre no 3 en ré majeur, op. 26 (M 1.3, vers 1796)
- Concerto pour piano et orchestre no 4 en do majeur, op. 38 (M 1.4, vers 1804)
- Concerto pour piano et orchestre no 5 en do mineur, op. 48 (M 1.5, 1807)
- Concerto pour piano et orchestre no 6 en mi bémol majeur, op. 51 (M 1.6, 1811)
- Concerto « da camera » pour piano et petit orchestre en si bémol majeur (M 1.7, 1813)
- Concerto pour piano et orchestre no 7 en mi majeur,  op. 56 (M 1.8, 1816)
- Concerto pour piano et orchestre no 8 en ré mineur, op. 70 (M 1.9, 1825)

## Écrits
- Instructions pour le piano-forte, Mlles Erard, 1813 ((en) Instructions for the Piano Forte, Chappell & Co., 1812)

## Discographie
- Concertos pour piano & orchestre n° 2 en ré mineur, op. 16 ; n° 7 en mi majeur, op. 56 & n° 8 en ré mineur, op. 70 : London Mozart Players & Howard Shelley (piano & direction d'orchestre) 1 CD Chandos 2002 - CHAN10005
- Concertos pour piano & orchestre n° 4 en ut majeur, op. 38 & n° 5 en ut mineur, op. 48 : London Mozart Players & Howard Shelley (piano & direction d'orchestre) 1 CD Hyperion 2019 - CDA68270
- Concertos pour piano & orchestre n° 1 en mi bémol majeur, op. 10 ; n° 3 en ré majeur, op. 26 & n° 6 en mi bémol majeur, op. 51 : London Mozart Players & Howard Shelley (piano & direction d'orchestre) 1 CD Hyperion 2020 - CDA68302
- Les Sept Sonates Tardives : op. 53 ; op. 58 ; op. 59 ; op. 62 ; op. 63 ; op. 69 & op. 74 : John Khouri (pianoforte) 2 CDs  Music & Arts 2003 - CD-1128